# Plym m/1885

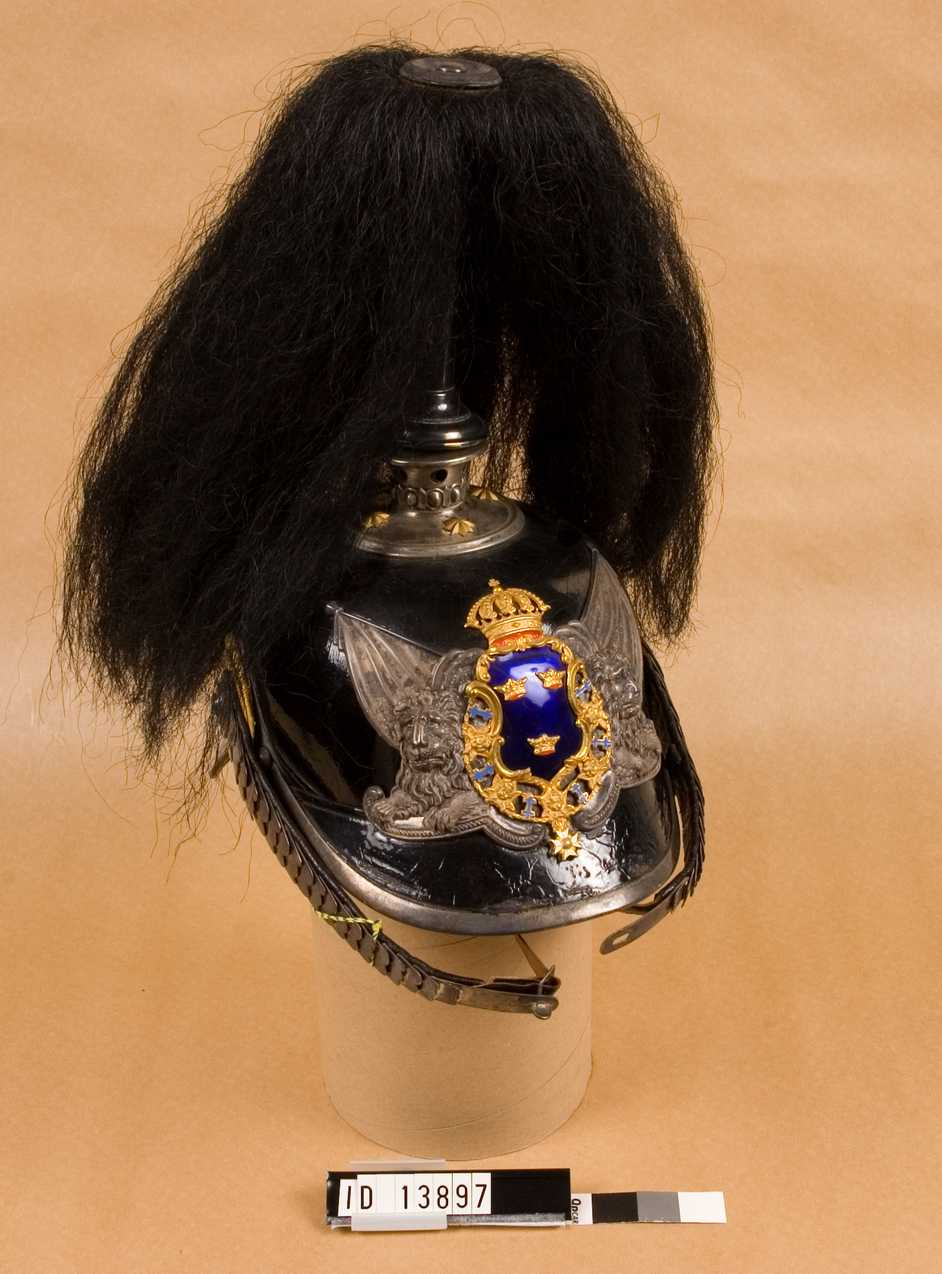
Hjälm m/1885 för officer vid trängen med tillhörande plym m/1885.

Plym m/1885 var en plym som användes till flertalet modeller hjälmar vid stor parad inom försvarsmakten (dåvarande krigsmakten).

## Utseende
Plymen var tillverkad i svart häst- eller buffeltagel och satt på en cirka 10 centimeter hög ståndare i vitmetall. Vid korrekt bärande ska plymen läggas så att det uppstår en delning vid vapenplåten. Plymens längd anpassades efter nederkanten av hjälmens skärm och nackskydd. 

## Användning
Vid liten parad används en pik (pickel), men vid stor parad skruvas denne loss och ersätts av plymen. 

### Huvudbonader med plym m/1885
- Hjälm m/1885
- Hjälm m/1886

## Fotografier

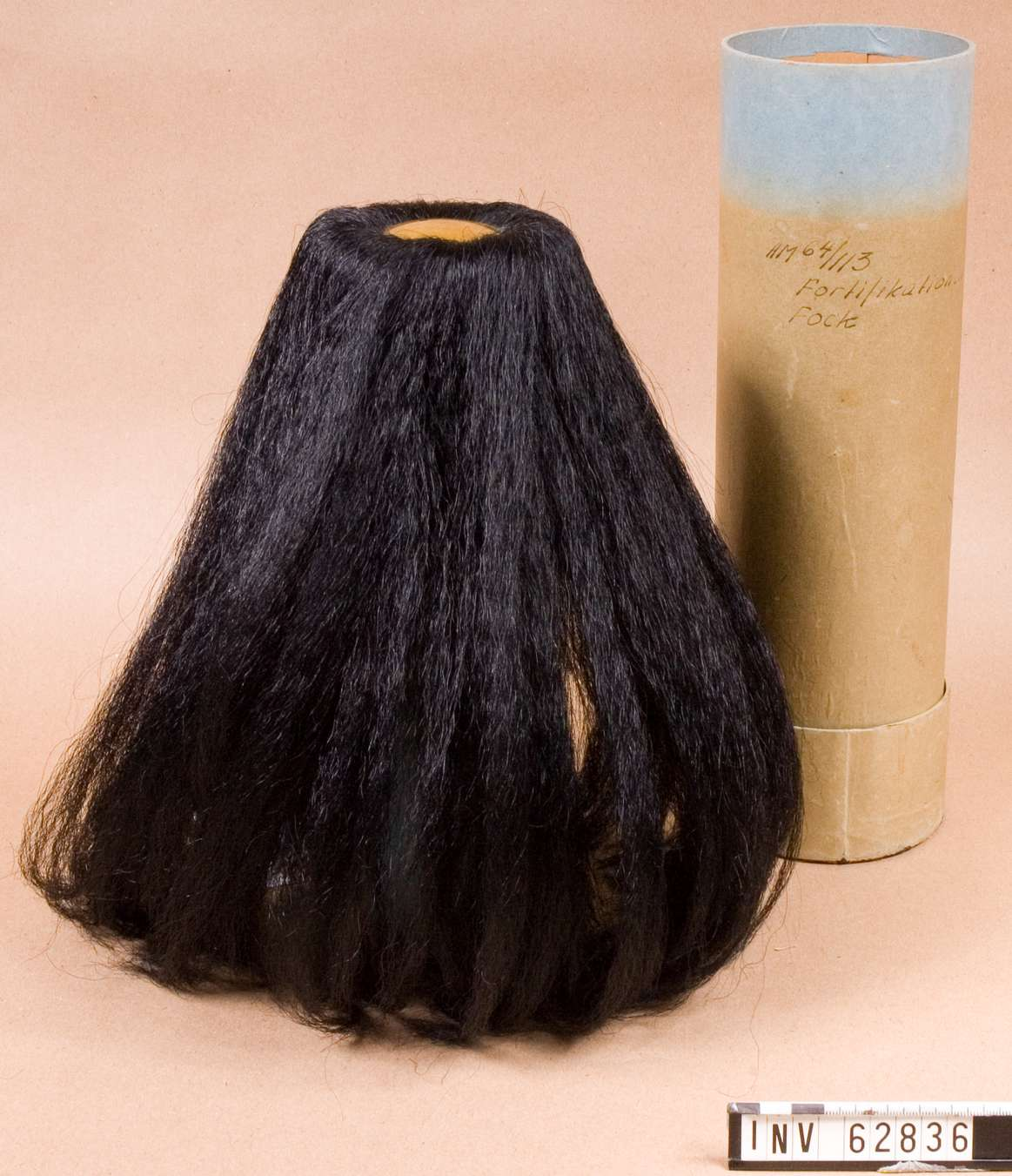
Plymen i dess ursprungliga form.